# Callinicus calcaneus
Callinicus calcaneus là một loài ruồi trong họ Asilidae. Callinicus calcaneus được Loew miêu tả năm 1872.